# هاري آدامز (منافس ألعاب قوى)
هاري آدامز (بالإنجليزية: Harry Adams)‏ هو منافس ألعاب قوى أمريكي، ولد في 27 نوفمبر 1989 في فورت لودرديل في الولايات المتحدة.

## وصلات خارجية
- هاري آدامز على موقع الاتحاد الدولي لألعاب القوى (الإنجليزية)
- هاري آدامز على موقع TFRRS.org (الإنجليزية)